# Wolfram von Eschenbach

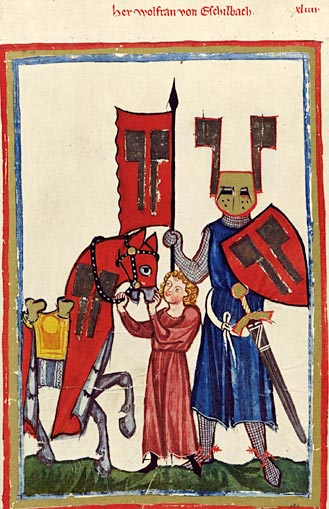
Portret uit de Codex Manesse

Wolfram von Eschenbach (verm. Eschenbach, ca. 1170 - ?, 1220) was een Duits middeleeuws episch dichter en minnezanger.

## Leven
Over zijn persoonlijk leven is weinig tot niets bekend. Hij moet, hoewel hij zelf het tegendeel beweert, buitengewoon ontwikkeld en geleerd zijn geweest. Aangezien hij Chrétien de Troyes' Perceval mede als bron voor zijn Parzival heeft gebruikt, moet hij op zijn minst Frans hebben gekend.
Wolfram von Eschenbach stamde uit een Frankisch riddergeslacht, maar was waarschijnlijk niet van adel. Hij beweert in de Parzival: 'schildes amber ist mîn art', wat vertaald kan worden als 'mijn beroep is het, met wapenen om te gaan'. Hij merkt op dat hij 'arm' is en in een 'krotachtige woning' leeft en daar kan hij zich slechts 'her' (gebieder) noemen. Hij was een 'leek' en zijn leven lang aangewezen op de gunst van hoger geplaatste heren, zoals graven. Daarbij moet vooral aan de graven von Wertheim worden gedacht. Hij leefde dan ook in Eschenbach in Beieren, Zuid-Duitsland, gelegen ten zuidoosten van Ansbach. Hij onderhield ook nauwe banden met markgravin von Cham, het hof van Thüringen en de heren von Walldürn, die de Wildenberc, een Romaanse burcht bewoonden. De naam Wildenberc is terug te vinden in 'Munsalvaesche' (mont sauvage = mons silvaticus), de graalburcht.
Hij was als minstreel in dienst van de graaf van Dürn en de landgraaf Herman van Thüringen. Hendrik van Veldeke, die in opdracht van Herman van Thüringen zijn Eneasroman voltooide (1186) en bij hem in dienst trad, heeft Wolfram von Eschenbach gekend. Von Eschenbach noemt Veldeke 'der wîse man' en 'meinen meister'. Hij bewondert hoe Veldeke de 'boom' van 'Vrouwe Minne' (Venus) geschapen heeft en hoe Veldeke leerde Liefde te verwerven. Helaas, beklaagt Von Eschenbach zich, leerde Veldeke niet hoe haar te behouden.
Men vermoedt dat hij deel heeft genomen aan de kruistocht van 1197-98 (kruistocht van Hendrik VI, Duitse kruistocht of keizerskruistocht), waarin graaf Herman I van Thüringen, die hij heel goed kende, een zeer voorname rol speelde. Zijn immense kennis van de cultuur en wetenschap van de Oriënt kan hij tijdens deze tocht hebben opgedaan.
De Duitse ridders keerden terug toen het nieuws hen bereikte dat keizer Hendrik VI, de zoon van Frederik Barbarossa, was overleden.
De Parzival (ca. 1200-1210) werd geschreven in de onrustige periode toen er een burgeroorlog was in het Heilige Roomse Rijk: Otto IV en Filips van Zwaben, de broer van Hendrik VI, bestreden elkaar tussen 1198 en 1208 om de keizerskroon. Uiteindelijk werd Otto IV de nieuwe Roomskeizer, opgevolgd door Frederik II van Hohenstaufen, de zoon van Hendrik VI.

## Werk
- Hij is vooral bekend vanwege zijn epische verhaal Parzival, geschreven tussen ca. 1200 en 1210, ten dele naar Chrétien de Troyes' onvoltooide Perceval ou le Conte du Graal. De voorgeschiedenis, slothandeling en de 'breed uitgewerkte, veel essentiële dialogen bevattende middelste hoofdhandeling' zijn niet aan Chrétien ontleend. Von Eschenbach schreef zelf, dat hij de tekst van de Provençaal, meester Kyot toegezonden had gekregen. Onbekend is wat hij mogelijk uit Keltische en oriëntaalse bronnen heeft geput. In de Parzival zijn, volgens Prof. dr. A. van der Lee, verschillende tradities samengekomen, die door de 'totaal onorthodoxe individualiteit' van Von Eschenbach tot 'één intacte symbiose' zijn samengesmolten.
- Hij schreef ook het onvoltooide christelijke epos Willehalm.
- Bovendien zijn enkele stukken van het strofische epos Titurel (ca. 1220) bewaard gebleven, dat gezien kan worden als een voortzetting van de Parzival.

## Graal
De 'Graal' zou zijn uitgevonden door Chrétien de Troyes en in de 12e eeuw geheel onbekend zijn geweest. Von Eschenbach nam het idee over, maar maakte er iets totaal nieuws en verrassends van. In de Parzival verklaart Parzivals oom Trevrizent hem het volgende over de graal: het is een zuivere steen, lapsit exillis, die de strijders van de graalburcht Munsalvaesche voedt, maar ook de jeugd kan verlengen en de dood kan uitstellen. Elke Goede Vrijdag brengt een duif (als symbool van de Heilige Geest een kleine witte 'hostie' van de hemel en legt het op de steen. Zo kan de steen al het goede aan eten en drinken op aarde schenken. Middels de graal kan God direct in de menselijke aangelegenheden ingrijpen, want de ridderlijke broederschap bewaakt niet alleen de graal, maar behoudt ook de orde in landen, waar de opvolging in het geding komt, bij het ontbreken van een mannelijke erfgenaam. Daarom werd bijvoorbeeld Parzivals zoon Lohengrin naar Nijmegen gestuurd.
De leden van het gezelschap van Munsalvaesche worden geselecteerd middels een inscriptie op de graal met de naam van het verkozen kind en de lijn van afstamming. Het geldt als de hoogste eer om zo genoemd te worden. De graal wordt door een dynastie in een tempel bewaakt en de bewaarders heten templeise, vaak met Tempeliers (de orde werd in 1129 opgericht) vertaald. Maar volgens Duitse edelen uit de late middeleeuwen ging de vergelijking niet op. Als bezwaar tegen dit idee gelden de vrouwen die de graal dienen en die, op de graalkoning na, de belangrijkste personen schijnen op Munsalvaesche. Ook is er veel sprake van huwelijken van de graalridders en jonkvrouwen, waaruit blijkt dat het geen kloosterorde betreft.

## Zangerswedstrijd
De hoge literaire status van Wolfram von Eschenbach blijkt uit zijn rol in de verzameling sproken uit de tweede helft van de dertiende eeuw met de naam Wartburgkrieg. In Fürstenlob, de eerste van deze teksten, wordt een zangerswedstrijd op de Wartburg, bij Eisenach, Thüringen beschreven. Daar komen landgraaf Herman I van Thüringen en zijn vrouw Sophie samen met kunstenaars, dichters en zangers. Onder hen Walther von der Vogelweide, Hendrik van Veldeke, Wolfram von Eschenbach, Reimar von Zweter, Bitterolf en Heinrich von Ofterdingen. Het thema is welke vorst de beste beschermer is van kunsten en wetenschappen. Alleen Heinrich von Ofterdingen roemt Leopold VI van Oostenrijk in plaats van Hermann van Thüringen. De hertog zegt dat Klingsor, de tovenaar van Hongarije, binnen een jaar zal beslissen wie de zangerswedstrijd wint. Von Ofterdingen reist naar Leopold voor een aanbevelingsbrief voor Klingsor en blijft een jaar bij hem. Net op tijd zijn ze terug op de Wartburg. Wolfram weet parabels uit te leggen die Klingsor hem op geeft. Klingsor voorspelt dat Elisabeth, de dochter van koning Andreas II van Hongarije, zal trouwen met de zoon van Herman (Lodewijk IV van Thüringen). Daarna hervatten Walther von der Vogelweide en Heinrich von Ofterdingen de wedstrijd. Klingsor geeft de prijs aan Heinrich, maar Walther gaat vrijuit en wordt niet opgehangen. Dat was namelijk het lot van de verliezer van de zangerswedstrijd. Klingsor en Wolfram bestrijden elkaar met puntige verzen. Uiteindelijk geeft Klingsor zich gewonnen. Zelfs de door hem opgeroepen duivel Nasion verliest het van Wolfram en Klingsor moet als verslagen man Thüringen verlaten.

## Tegenstand
Von Eschenbach ondervond ook tegenstand, onder meer van collega dichters, zoals al uit de 'Zangerswedstrijd' hierboven blijkt. Zijn werk was voor tijdgenoten al 'moeilijk'. Gottfried von Strassburg, die radicale bewerkingen maakte op Anglo-Normandische gedichten over Tristan en Isolde, noemde een niet bij name genoemde dichter, waarmee Von Eschenbach duidelijk werd bedoeld, 'vriend van de haas', omdat zijn gedachtegang onverwachts is en hij niet in een rechte lijn rent, als er jacht op hem gemaakt wordt.
Gottfried von Strasbourg geeft een vijandige karakterschets van hem als een van de 'uitvinders van wilde verhalen, ingehuurde verhalenjagers, die met kettingen vals spelen en zwakke geesten duperen, die voor kinderen rommel in goud veranderen en uit magische dozen parels van stof schenken. Diezelfde verhalenjagers moeten met hun verhalen commentaren meesturen: ze zijn niet te begrijpen zoals men ze hoort en ziet. Maar wat ons betreft hebben we geen tijd om glossen te zoeken in boeken van zwarte kunst'. Waarschijnlijk moest Von Eschenbach, met dergelijke verdachtmakingen in zijn tijd, behoedzaam te werk gaan.

## Invloed
Parzival was de belangrijkste inspiratiebron voor het libretto van de opera Parsifal van Richard Wagner. Hetzelfde geldt voor de opera Lohengrin, die gebaseerd is op een onderdeel van het Parzival-epos.

## Nederlandse vertalingen
- Parzival, in proza vertaald uit het Middelhoogduits door Leonard Beuger, 1986, ISBN 9789060382295
- Parsival, bewerking in vers door Lida van der Meij, 1977, OCLC 63427201